# مخور (کبودرآهنگ)
مخور روستایی از توابع بخش گل‌تپه در شهرستان کبودرآهنگ است که در استان همدان قرار دارد.
روستای مخور، یکی از روستاهای بخش گل تپه منطقه مهربان سفلی می‌باشد که درفاصله ۸۵ کیلومتری مرکز استان شهر همدان قرار دارد. مردم این روستا کرد زبان هستند. شغل مردم این روستا کشاورزی و دامداری است که عمده محصول کشاورزی این روستا گندم می‌باشد. دراین روستا یکی از بهترین نژادهای گوسفند ایران و جهان به نام گوسفند مهربان پرورش داده می‌شود و هم چنین در روستاهای منطقه مهربان، بهترین و زیباترین فرش‌های دست‌بافت ایران و جهان بافته می‌شود. فاصله این روستا تا غار علیصدر حدود ۳۰ کیلومتر می‌باشد. گوجعلی یکی از مناطق بسیار زیبا و کاملاً بکر روستای زیبای مخور است که درفاصله تقریبی ۳ کیلومتری این روستا قرار دارد و باغ‌های انگور این روستا در آنجا می‌باشند. در گوجعلی حیوانات و پرندگان بسیار زیبا و کمیابی سکونت دارند که یکی از معروف‌ترین و کمیاب‌ترین پرنده‌های این روستا عقاب طلایی و دیگری کمنزیل می‌باشد. همچنین حیواناتی مثل گرگ، روباه، شغال و گراز هم دراین منطقه زندگی می‌کنند.

## جمعیت
این روستا در دهستان مهربان سفلی قرار دارد و براساس سرشماری مرکز آمار ایران در سال ۱۳۹۵، جمعیت آن ۱۲۰ نفر (۴۱ خانوار) بوده است.